# أرتيوم سامسونوف
أرتيوم سامسونوف (الروسية: Самсонов, Артём Сергеевич) هو لاعب كرة قدم روسي في مركز الوسط، ولد في 5 يناير 1994 في كالوغا في روسيا. لعب مع سبارتاك موسكو ونادي سبارتاك موسكو 2 لكرة القدم.

## وصلات خارجية
- أرتيوم سامسونوف على موقع Soccerway.com (الإنجليزية)
- أرتيوم سامسونوف على موقع عالم كرة القدم.نت (الإنجليزية)